# Franziska (Waffe)
Die Franziska, auch Franciska (englisch francisca, französisch francisque, lateinisch bipennes / bipennis oder secures / securis), ist eine Sonderform des Wurfbeils, verwendet vor allem von den merowingerzeitlichen Franken. Gegen Ende des 6. Jahrhunderts kam sie außer Gebrauch. Die letzten Funde stammen aus Fundzusammenhängen der Cueva de los Goros aus dem 7. Jahrhundert.

## Beschreibung

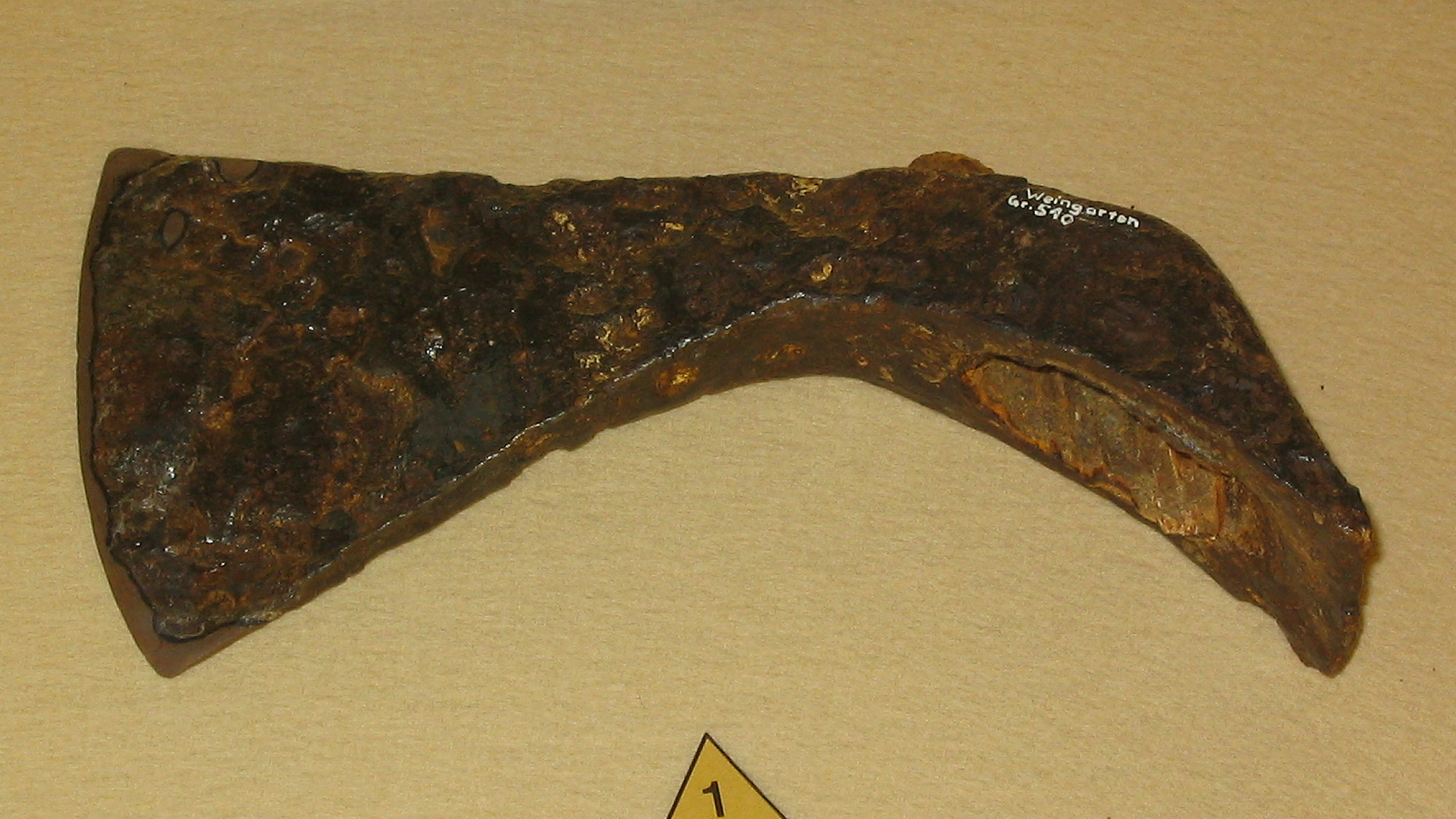
Blatt einer Franziska aus dem alamannischen Gräberfeld von Weingarten (6. Jahrhundert)

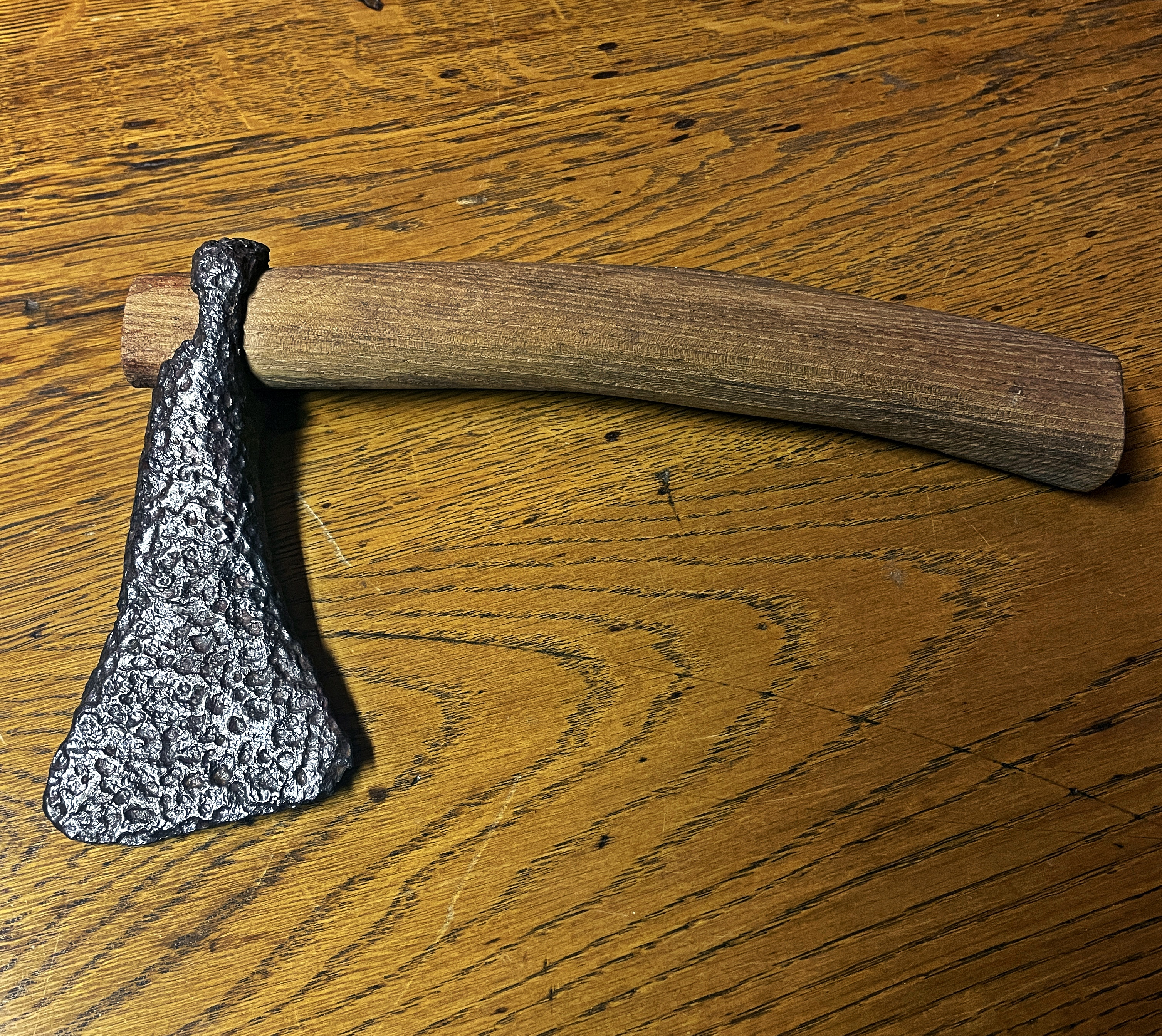
Fränkische Franziska (Stiel neuzeitlich), 6. Jahrhundert, Grabfund 1935, Museum Grünstadt

Zahlreiche Grabfunde und Schriftquellen belegen, dass die Franziska eine verbreitete Bewaffnung im 5. und 6. Jahrhundert war. Vorläufer der Franziska finden sich bereits in der spätrömischen Armee. Funde stammen aus Südengland, den alemannischen und westgotischen Gebieten und vor allem dem merowingerzeitlichen Frankenreich. Nach Isidor von Sevilla habe die Franziska von den Franken ihren Namen erhalten. In der aus dem 7. Jahrhundert stammenden Lex Ripuaria findet die Waffe bereits keine Erwähnung mehr.
Die Franziska wurde aus einer Entfernung von etwa 10 bis 12 Meter gegen die feindlichen Reihen geschleudert. Versuche zeigen, dass sie dabei eine beträchtliche Durchschlagskraft erzielte. Der Einsatz erforderte vom Werfer einige Übung.
Charakteristisch für die Franziska ist der S-förmige Schwung der Oberkante des Blatts, wohingegen die Unterkante einen einfachen Bogen beschreibt. Die Schneide schwingt im unteren Teil stärker zum Stiel hin und hat zwei deutlich ausgebildete Spitzen, deren obere besonders stark ausgeformt und bei Fundstücken nicht selten durch einen Aufprall abgebrochen ist. In dem meist runden Schaftloch saß ein möglicherweise geschwungener hölzerner Stiel, der mit der Mittelachse des Blatts einen stumpfen Winkel von 90° bis 115° bildete. Die Blattlängen der gefundenen Franzisken reichen von 11 cm bis 23 cm bei Gewichten von 200 bis 1.300 g.
Das als Franziska bezeichnete Wurfbeil ist nicht mit der Sonderform des spätmittelalterlichen Wurfbeils zu verwechseln.
Die Franziska ist noch heute ein beliebtes Modell im sportlichen Beilwerfen und auch im Reenactment und auf Mittelaltermärkten oft zu finden.